# Kalendář historický
Kalendář historický je česky psaná kniha, jedno z nejvýznamnějších děl Daniela Adama z Veleslavína. Obsahuje popis historických událostí seřazených podle jednotlivých dní v roce. Původní kalendář vyšel v roce 1578 a navazoval na podobné dílo Prokopa Lupáče z Hlaváčova. Odkazuje i na blíže neurčené dílo, které sepsal Johannes Cuspinian. Upravené vydání je z roku 1590.
Daniel Adam napsal Kalendář historický, protože se cítil být opravdovým vlastencem a zejména pražským patriotem. V Praze žil jeho otec Štěpán Adam, mlynář, sloužící mnoha pražským pánům, kteří ho dobře odměňovali. Kalendář proto Daniel napsal jako poděkování pražským měšťanům i městu jako takovému. Věřil totiž, že vděčnost k zemi stojí výše než vděk k matce nebo otci, jak tvrdil i Platón, kterého cituje.
Kalendář působil na barokní spisovatele za třicetileté války, na autory 18. století i na spisovatele národního obrození, a to obsahem i jazykem – vycházel z něj i František Palacký. V době osvícenství bylo dílo kritizováno.[kdo?]
Kalendář nemá ani nástupce, ani předchůdce – je unikátním dílem. V 19. století se sice pokusil Jan Rulík v tomto díle pokračovat, ale neměl dostatek materiálu ani jasný pohled na celé pásmo národní historie tak, jako Daniel Adam na sklonku 16. století. Aby mohl Daniel Adam Kalendář napsat, probral se téměř všemi dostupnými českými letopisy a také rukopisy Starých letopisů českých. Těmi se probíral jako jeden z prvních, po Martinu Kuthenovi a Václavu Hájkovi.

## Obsah díla
Kalendář vytváří historickou charakteristiku pro každý den roku, od stvoření světa po druhou polovinu 16. století. Ve srovnání s většinou dobové historiografické produkce se neomezuje jen na dějiny Čech, přináší důležité informace z historie dalších korunních zemí, z historie Německa, Polska, Uher a balkánských zemí, obsahuje události popsané v bibli a události antických dějin. Zajímá se o osobnosti, tj. panovníky a církevní hodnostáře, učence, spisovatele, politiky, umělce – zmínka zde je např. o Janu Husovi. Pozorovány jsou nejen významné události, např. povýšení na biskupa, sepsání významných smluv, ale i zprávy například o „špatném“ počasí.
Kalendář má za úkol také varovat před nástrahami života, obsahuje potřebná poučení o všech zmíněných věcech. Měla přispět k užitečné a pokojné správě měst, k vyhynutí škodlivých příčin, které by mohly vést k záhubě.